# Miltiadis Tendoglou
Miltiadis „Miltos“ Tendoglou (griechisch Μιλτιάδης «Μίλτος» Τεντόγλου, englisch Miltiadis Tentoglou; * 18. März 1998 in Grevena) ist ein griechischer Leichtathlet, der sich auf den Weitsprung und Dreisprung spezialisiert hat. 2018 wurde er bei den Europameisterschaften in Berlin mit einer Weite von 8,25 m Europameister. Seine größten Erfolge feierte er mit den Goldmedaillen von den Olympischen Spielen 2020 in Tokio und 2024 in Paris und mit der Goldmedaille bei den Weltmeisterschaften 2023 in Budapest. 2022 siegte er bei den Hallenweltmeisterschaften in Belgrad und wurde bei den Weltmeisterschaften in Eugene Vizeweltmeister.

## Sportliche Laufbahn
Miltiadis Tendoglou ist seit 2015 auf internationaler Bühne im Weitsprung aktiv, zunächst bei den U18-Weltmeisterschaften, die im kolumbianischen Cali ausgetragen wurden. Dort belegte er mit einer Weite von 7,66 m den fünften Platz. Ein Jahr später belegte er dann bei den U20-Weltmeisterschaften 2016 in Bydgoszcz mit einer Weite von 7,91 m den Silberrang. Später in diesem Jahr schaffte er auch den Sprung zu den Olympischen Spielen in Rio de Janeiro. Dort konnte er mit einer Weite von 7,64 m nicht an seine vorherigen Weiten anknüpfen und scheiterte in der Qualifikation auf dem abschließenden 27. Platz.
2017 stellte er bei den griechischen Meisterschaften mit einer Weite von 8,30 m, welche einen neuen nationalen U20-Rekord darstellte, auf und gewann erstmals im Erwachsenenbereich ein Weitspringen auf höherer Ebene. Im selben Jahr wurde er bei den U20-Europameisterschaften im italienischen Grosseto mit einer Weite von 8,07 m Europameister der U20. Bei den anschließenden Weltmeisterschaften der Erwachsenen in London kam er mit einer Weite von 7,79 m nicht über den 19. Platz in der Qualifikation hinaus. Im Jahr 2018 gelang ihm sein bis dahin größter sportlicher Erfolg, als er bei den Europameisterschaften in Berlin mit einer Weite von 8,25 m vor dem Deutschen Fabian Heinle und dem Ukrainer Serhij Nykyforow, die beide gleich weit sprangen, die Goldmedaille gewann.
Ein Jahr später gewann er mit einer neuen persönliche Bestleistung von 8,38 m den Titel bei den Halleneuropameisterschaften in Glasgow. Später im Sommer sprang er mit 8,32 m erneut persönliche Bestleistung, diesmal in Freiluft. Damit gewann er den Titel bei den U23-Europameisterschaften. Bei den Weltmeisterschaften in Doha erreichte er das Finale, wurde jedoch mit einer Weite von 7,79 m nur Zehnter und blieb damit deutlich unter seiner Weite aus der Qualifikation. 2021 verteidigte er mit Weltjahresbestleistung von 8,35 m erfolgreich seinen Titel bei den Halleneuropameisterschaften in Toruń. Ende Mai sprang er in Kallithea eine Weite von 8,60 m, womit er auf den 16. Platz der ewigen Weltbestenliste der Weitspringer vorstieß.
Bei den Olympischen Spielen 2020 in Tokio siegte er mit einer Weite von 8,41 m vor dem Kubaner Juan Miguel Echevarria mit selber Weite und dessen Landsmann Maykel Massó der 8,21 m weit sprang. Im Frühjahr 2022 trat er bei den Hallenweltmeisterschaften in Belgrad an. Dabei steigerte er seine Hallenbestweite auf 8,55 m und konnte sich damit am Tage seines 24. Geburtstages zum Hallenweltmeister krönen. Im Sommer trat er in den USA zum dritten Mal bei den Weltmeisterschaften an. Nachdem er drei Jahre zuvor noch den zehnten Platz belegt hatte, konnte er diesmal mit 8,32 die Silbermedaille hinter dem Chinesen Wang Jianan gewinnen. Einen Monat später trat er als Titelverteidiger und Topfavorit bei den Europameisterschaften in München an. Dieser Favoritenrolle wurde er mit der Weltjahresbestweite von 8,52 m gerecht und konnte damit seine zweite EM-Goldmedaille gewinnen.
2023 trat Tendoglou in Istanbul erneut bei den Halleneuropameisterschaften. Im Finale sicherte er sich mit einem Sprung auf 8,30 m seinen dritten Halleneuropameistertitel in Folge. Im August gewann er bei den Weltmeisterschaften in Budapest mit einem Sprung auf 8,52 m im letzten Versuch die Goldmedaille. 2024 verteidigte er bei seiner Hallenweltmeistertitel bei den Hallenweltmeisterschaften in Glasgow, wobei der zweitplatzierte Italiener, Mattia Furlani, dieselbe Weite erzielte. Lediglich Tendoglou's größere zweitbeste Weite sicherte ihm den zweiten Hallen-WM-Titel. Anfang Juni wurde er mit einer Weite von 8,65 m erneut Europameister. Zwei Monate später konnte er bei den Olympischen Sommerspielen seinen Titel aus Tokio erfolgreich verteidigen.
Im Oktober 2023 wurde er als einer von elf Sportlern für die Auszeichnung als Welt-Leichtathlet des Jahres 2023 nominiert.
Bislang siegte Tendoglou insgesamt zehn Mal bei Griechischen Meisterschaften, fünf Mal in der Freiluft (2017–2019, 2021–2022) und fünf Mal in der Halle (2019–2023).

## Wichtige Wettbewerbe
| Jahr                     | Veranstaltung               | Ort                      | Platz                    | Disziplin                | Weite                    |
| Startet für Griechenland | Startet für Griechenland    | Startet für Griechenland | Startet für Griechenland | Startet für Griechenland | Startet für Griechenland |
| ------------------------ | --------------------------- | ------------------------ | ------------------------ | ------------------------ | ------------------------ |
| 2015                     | U18-Weltmeisterschaften     | Cali                     | 5.                       | Weitsprung               | 7,66 m                   |
| 2016                     | U20-Weltmeisterschaften     | Bydgoszcz                | 2.                       | Weitsprung               | 7,91 m                   |
| 2016                     | Olympische Spiele           | Rio de Janeiro           | 27.                      | Weitsprung               | 7,64 m                   |
| 2017                     | U20-Europameisterschaften   | Grosseto                 | 1.                       | Weitsprung               | 8,07 m                   |
| 2017                     | Weltmeisterschaften         | London                   | 19.                      | Weitsprung               | 7,79 m                   |
| 2018                     | Hallenweltmeisterschaften   | Birmingham               | 9.                       | Weitsprung               | 7,82 m                   |
| 2018                     | Europameisterschaften       | Berlin                   | 1.                       | Weitsprung               | 8,25 m                   |
| 2019                     | Halleneuropameisterschaften | Glasgow                  | 1.                       | Weitsprung               | 8,38 m                   |
| 2019                     | U23-Europameisterschaften   | Gävle                    | 1.                       | Weitsprung               | 8,32 m                   |
| 2019                     | Weltmeisterschaften         | Doha                     | 10.                      | Weitsprung               | 7,79 m                   |
| 2021                     | Halleneuropameisterschaften | Toruń                    | 1.                       | Weitsprung               | 8,35 m                   |
| 2021                     | Olympische Spiele           | Tokio                    | 1.                       | Weitsprung               | 8,41 m                   |
| 2022                     | Hallenweltmeisterschaften   | Belgrad                  | 1.                       | Weitsprung               | 8,55 m                   |
| 2022                     | Weltmeisterschaften         | Eugene                   | 2.                       | Weitsprung               | 8,32 m                   |
| 2022                     | Europameisterschaften       | München                  | 1.                       | Weitsprung               | 8,52 m                   |
| 2023                     | Halleneuropameisterschaften | Istanbul                 | 1.                       | Weitsprung               | 8,30 m                   |
| 2023                     | Weltmeisterschaften         | Budapest                 | 1.                       | Weitsprung               | 8,52 m                   |
| 2024                     | Hallenweltmeisterschaften   | Glasgow                  | 1.                       | Weitsprung               | 8,22 m                   |
| 2024                     | Europameisterschaften       | Rom                      | 1.                       | Weitsprung               | 8,65 m                   |
| 2024                     | Olympische Spiele           | Paris                    | 1.                       | Weitsprung               | 8,48 m                   |

## Persönliche Bestleistungen
Freiluft
- Weitsprung: 8,65 m, 8. Juni 2024, Rom

- Weitsprung (Halle): 8,55 m, 18. März 2022, Belgrad, (griechischer Rekord)

## Sonstiges
Tendoglou kam vom Parcourlaufen zur Leichtathletik. Sein Großvater betrieb eine Eisdiele in Deutschland, während sein Vater im hessischen Niedernhausen ein Restaurant betreibt. Miltiadis verbrachte häufig seine Ferien in Deutschland und spricht heute noch ein wenig die deutsche Sprache.